# Małgorzata Gotowska
Małgorzata Karolina Gotowska (ur. 21 września 1977) – polska  agronomka, prorektor Uniwersytetu Technologiczno-Przyrodniczego im. Jana i Jędrzeja Śniadeckich w Bydgoszczy.

## Życiorys
W latach 1996–2001 studiowała agrobiznes na Wydziale Rolniczym Akademii Techniczno-Rolnicza im. Jana i Jędrzeja Śniadeckich w Bydgoszczy. Ukończyła także dwuletnie Studium Komunikacji Społecznej i Zarządzania Rynkiem, Ośrodek Szkoleniowo-Wdrożeniowy w Bydgoszczy (2003). W 2008 obroniła w Szkole Głównej Gospodarstwa Wiejskiego w Warszawie doktorat nauk ekonomicznych w dyscyplinie agronomia Ekonomiczne i społeczne uwarunkowania poziomu życia ludności w Polsce (promotorka – Zofia Wyszkowska). W 2013 uzyskała licencję zarządcy nieruchomości. W 2020 habilitowała się w dziedzinie nauk społecznych, dyscyplina: nauki o zarządzaniu i jakości, przedstawiając dzieło Zrównoważone społeczeństwo wyzwaniem dla polskich przedsiębiorstw.
Jej zainteresowania naukowe obejmują zagadnienia zrównoważonej konsumpcji, poziomu i jakości życia ludzi, równowagę bytu, społeczną i ekologiczną odpowiedzialność biznesu i konsumenta. Jako ekspertka CSR PARP zrealizowała kilkanaście projektów wdrożenia strategii CSR oraz innowacji o charakterze produktowym, procesowym, ekologicznym oraz społecznym. Kierowała projektem badawczym NCN „Poziom i jakość życia mieszkańców Polski”, realizowała projekt „Uwarunkowania zrównoważonego rozwoju przedsiębiorczości” oraz opracowała model oceny poziomu życia ludzi na podstawie badania odpadów komunalnych. Jako managerka Regionalnej Instalacji Przetwarzania Odpadów Komunalnych wprowadziła na rynek środek poprawiający właściwości gleby REVITA, który wyprodukowano z odpadów biodegradowalnych.
W 2001 zaczęła prowadzić na macierzystej uczelni zajęcia jako doktorantka. Od 2004 zatrudniona tamże na Wydziale Rolniczym, od  2007 na Wydziale Zarządzania. Prorektor ds. kształcenia i spraw studenckich w kadencji 2020–2024.